# George de Forest Brush
George de Forest Brush (28 septembre 1855 - 24 avril 1941) est un peintre et georgiste américain. En collaboration avec son ami, l'artiste Abbott H. Thayer, il contribue au développement du camouflage militaire, tout comme sa femme, aviatrice et artiste Mary (appelée Mittie) Taylor (Whelpley) Brush et leur fils, le sculpteur Gerome Brush.

## Biographie

### Jeunesse et formation

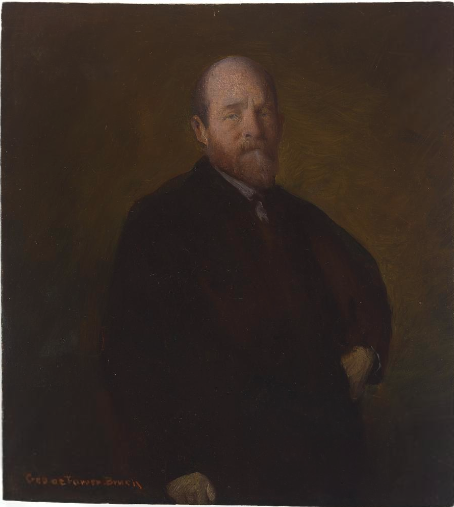
Portrait de Henry George par George de Forst Brush (1888).

Bien que Brush soit né à Shelbyville dans le Tennessee, ses parents, Nancy (Douglas) et Alfred Clark Brush, sont des habitants de la Nouvelle-Angleterre, et il grandit à Danbury dans le Connecticut,. Il fréquente l'Académie américaine des beaux-arts de New York, et étudie également à Paris avec Jean-Léon Gérôme à l'École des Beaux Arts, où Abbott Handerson Thayer est étudiant.

### Intérêts amérindiens
Il revient de Paris en 1880 et accompagne peu après son frère lors d'une excursion d'affaires dans le Wyoming. Il reste dans cette partie du pays pendant quelques mois et vit parmi diverses tribus amérindiennes, dont les Arapahos, les Crows et les Shoshones. De retour à l'Est, il produit une série de peintures dérivées de ses dessins de la vie amérindienne. Au début des années 1880, certains d'entre elles sont publiés dans des périodiques de premier plan, tels que Harper's Weekly et The Century Magazine, parfois comme illustrations pour ses propres témoignages oculaires. Même des années plus tard, il aimait encore vivre occasionnellement dans un tipi. C'est en partie à cause du fait quelle soit un tel « sauvage » que ses futurs beaux-parents refusent d'approuver son mariage avec leur fille, née Mittie Taylor Whelpley, qui a lieu après une fugue en 1886.

### Carrière artistique
À peu près à la même époque, les sujets des peintures de Brush évoluent de représentations héroïques de la vie indienne à des portraits inspirés de la Renaissance, dont certains sont ceux de sa femme et ses enfants. Parmi ses nombreuses récompenses, il reçoit des médailles d'or à l'Exposition universelle de 1893 de Chicago, à l'Exposition internationale de Paris, en 1900, à l'Exposition pan-américaine (Buffalo, 1901) et à l'Exposition universelle de 1904 de Saint-Louis. Il est élu à la Society of American Artists, à la National Academy of Design (1908) et à l'Académie américaine des arts et des lettres (1910).

### Camouflage
Brush et sa famille passent souvent l'été à Dublin dans le New Hampshire où se trouve une colonie d'artistes florissante, et où ils s'installent finalement. Parmi les autres résidents se trouve Thayer, qui s'intéresse intensément à la coloration protectrice dans la nature ou à ce qui devient plus tard connu sous le nom de camouflage. Selon la fille de Brush, dès 1898, Brush et Thayer travaillent ensemble pour trouver des moyens d'utiliser les principes de camouflage naturel à des fins militaires. Par exemple, ils suggèrent que l'ombre inversée (un dispositif de camouflage naturel que Thayer a découvert en 1896) pourrait être utilisé comme moyen de réduire la visibilité d'un navire.
En 1916, Brush acquiert un petit monoplan Morane-Borel (appelé aussi Morane-Saulnier). Il expérimente la possibilité de rendre ses ailes et son fuselage transparents, pour réduire sa visibilité. Sa femme, qui est une des premières femmes aviatrices, aborde également le problème du camouflage des avions, comme le montrent ses différents brevets.

### Mort et postérité

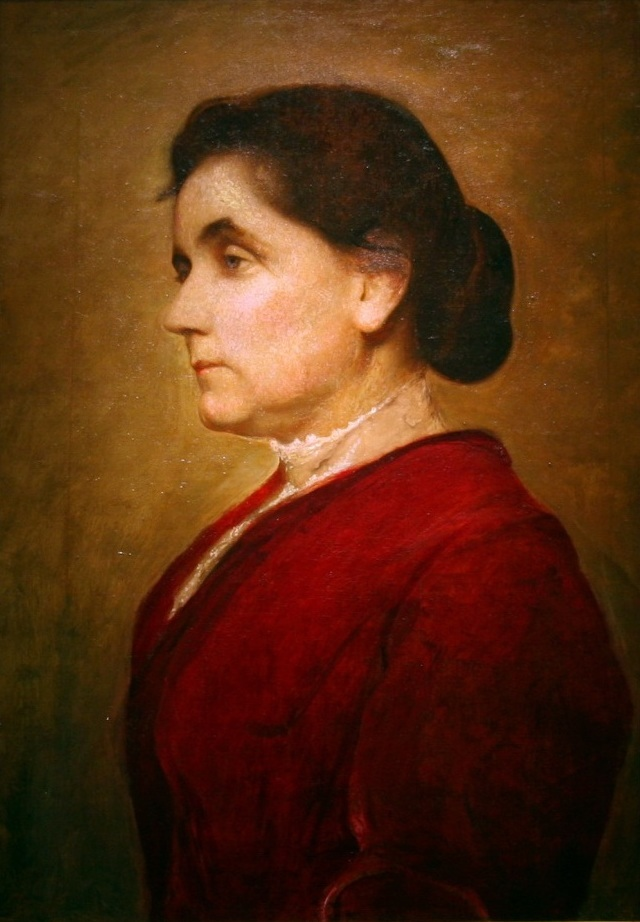
Portrait de Jane Addams par George de Forest Brush (1906).

Brush est mort à Hanover, New Hampshire, en 1941. Près de trente ans plus tard, sa fille aînée, une peintre et décoratrice de théâtre nommée Nancy Douglas Bowditch, publie un récit de sa vie.
Ses peintures à l'huile (en particulier d'Amérindiens, de la période 1888-1900) ont une influence importante sur le jeune illustrateur N. C. Wyeth.